# Fauna tipo Burgess Shale
El término "fauna tipo Burgess Shale" se aplica a conjuntos paleontológicos que contienen fósiles similares a los hallados en el esquisto de Burgess basándose únicamente en criterios taxonómicos, pero sin tener en consideración si presentan o no la misma forma de conservación litológica.

## Distribución
La fauna del Cámbrico medio tiene un ámbito cosmopolita. Todos los conjuntos que conservan la anatomía de las partes blandas tienen una fauna muy similar, abarcando casi todos los continentes. La amplia distribución se ha atribuido a la profusión de larvas pelágicas.

## Composición
La fauna está compuesta por una gran variedad de organismos de cuerpo blando; las criaturas con esqueletos duros y mineralizados son raras, aunque se encuentran trilobites con bastante frecuencia. Los grupos principales de cuerpo blando son esponjas, gusanos palaeoscolécidos, lobópodos, artrópodos y anomalocarídidos. Los conjuntos son generalmente diversos, y las localidades más famosas contienen cada una en su región del orden de 150 especies descritas. La fauna de Burgess Shale vivió en la zona fótica, ya que están presentes en el conjunto organismos fotosintéticos que vivían en el fondo del mar.

## Ejemplos

### Fauna de Sirius Passet

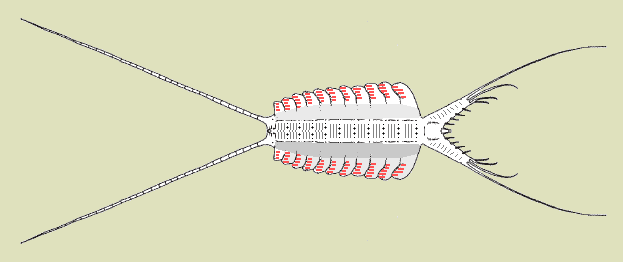
Reconstrucción de Kerygmachela de Sirius Passet, vista desde arriba, con la cabeza a la derecha. Se cree que las áreas sombreadas de los lóbulos funcionaban como branquias

Sirius Passet es un lagerstätte de Groenlandia que se formó hace unos 527 millones de años. Sus fósiles más comunes son los artrópodos, pero solo hay un puñado de especies de trilobites. También hay muy pocas especies con partes duras: nabotrilobites, hiolitos, esponjas y braquiópodos, pero carece de equinodermos y de moluscos.
Halkieria tiene características asociadas con más de un filo vivo y se analiza a continuación.
Los animales de apariencia más extraña de Sirius Passet son Pambdelurion y Kerygmachela. Generalmente se los considera anomalocáridos porque tienen cuerpos largos, blandos y segmentados con un par de miembros anchos en forma de aletas en la mayoría de los segmentos y un par de apéndices segmentados en la parte posterior. Las partes externas de las superficies superiores de las aletas tienen áreas acanaladas que se cree que actuaban como branquias. Debajo de cada aleta se encuentra una extremidad corta y carnosa. Esta configuración sugiere que los animales están relacionados con artrópodos birrames.

### Fauna de Chengjiang
Hay varios yacimientos de fósiles del Cámbrico en el condado de Chengjiang de la provincia china de Yunnan. El más significativo es el esquisto de Maotianshan, un lagerstätte que conserva muy bien los tejidos blandos. La fauna de Chengjiang data de hace entre 525 millones y 520 millones de años, aproximadamente a mediados de la época cámbrica temprana, unos pocos millones de años después de Sirius Passet y al menos 10 millones de años antes que el Burgess Shale.
Los sedimentos de Chengjiang proporcionan lo que actualmente son los cordados más antiguos conocidos, el filo al que pertenecen todos los vertebrados. Las 8 especies de cordados incluyen Myllokunmingia, posiblemente un agnátido muy primitivo y Haikouichthys, que puede estar relacionado con las lampreas. Yunnanozoon puede ser el hemicordado más antiguo conocido.
Anomalocaris era un depredador nadador principalmente de cuerpo blando que era gigantesco para su época (hasta 70 cm = 2 pies de largo; algunas especies posteriores fueron 3 veces más largas); el cuerpo blando y segmentado tenía un par de miembros anchos en forma de aleta a lo largo de cada lado, excepto que los últimos 3 segmentos tenían un par de abanicos dispuestos en forma de letra "V". A diferencia de Kerygmachela y Pambdelurion (véase arriba), Anomalocaris aparentemente no tenía patas, y las zonas acanaladas que se cree que actuaron como branquias estaban en la base de las aletas, o incluso superpuestos en su espalda. Los dos ojos estaban en tallos horizontales relativamente largos; la boca se sitúa debajo de la cabeza y era un cuadrado de placas con esquinas redondeadas que no podía cerrarse completamente; y delante de la boca había dos apéndices articulados que tenían forma de cuerpo de camarón, curvados hacia atrás y con espinas cortas en el interior de la curva. Amplectobelua, también encontrado en Chengjiang, era similar, más pequeño que Anomalocaris, pero considerablemente más grande que la mayoría de los otros animales de Chengjiang. Se cree que ambos fueron poderosos depredadores.
Hallucigenia parece una oruga de patas largas con espinas en el dorso y casi con certeza se piensa que se arrastraba por el lecho marino.
Casi la mitad de las especies fósiles de Chengjiang son artrópodos, pocos de los cuales tenían los exoesqueletos duros reforzados con minerales que se encuentran en la mayoría de los artrópodos marinos posteriores; solo alrededor del 3 % de los organismos conocidos de Chengjiang tienen caparazones duros, y la mayoría de ellos son trilobites (aunque Misszhouia es un trilobite de cuerpo blando). Muchos otros filos se encuentran allí: Porifera (esponjas) y Priapulida ("gusanos" excavadores que eran depredadores de emboscada), Brachiopoda (estos tenían conchas parecidas a bivalvos, pero alimentados por medio de un lofóforo, un filtro en forma de abanico que ocupaba alrededor de mitad del espacio interno), Chaetognatha (gusanos flecha), Cnidaria, Ctenophora (medusas de peine), Echinodermata, Hyolitha (Lophophorata con pequeñas conchas cónicas), Nematomorpha, Phoronida (gusanos de herradura) y Protista.

### Esquisto de Burgess

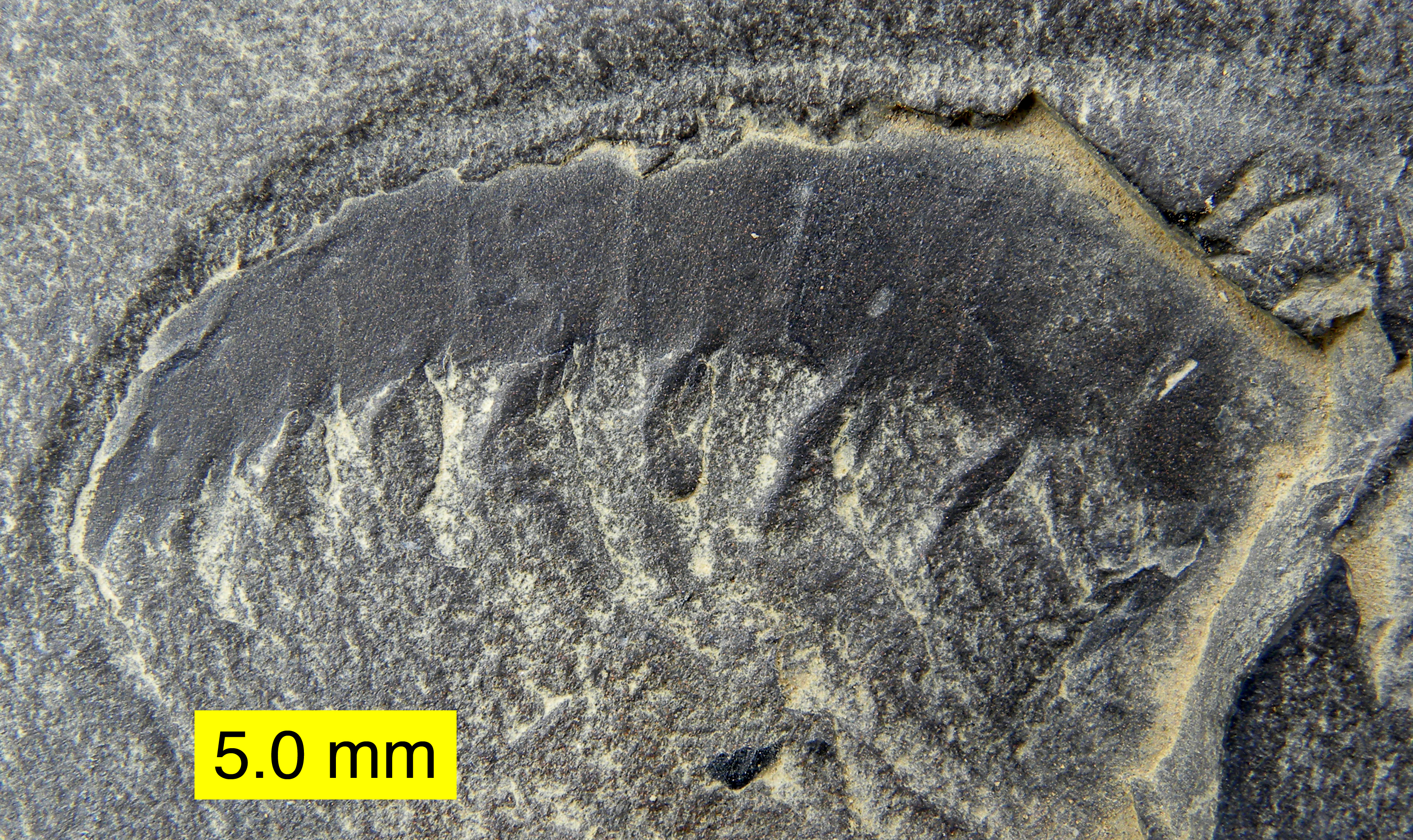
"Brazo" de anomalocarídido de la cantera Walcott, Burgess Shale, Cámbrico Medio, Columbia Británica, Canadá

El Esquisto de Burgess fue el primero de los lagerstätten del Cámbrico en ser descubierto (por Walcott en 1909), y el nuevo análisis del Burgess Shale por Whittington y otros en la década de 1970 fue la base del libro Stephen Jay Gould titulado La vida maravillosa, que fue en gran parte responsable de la conciencia del público sobre la explosión del Cámbrico. Los fósiles datan de mediados del Cámbrico, hace unos 515 millones de años y 10 millones de años más tarde que la fauna de Chengjiang.
Los fósiles con caparazón en Burgess Shale son similares en proporciones a otros depósitos de fósiles parecidos; sin embargo, son un componente menor de la biota, y representan solo el 14 % del total. Cuando los organismos que no fueron preservados se tienen en cuenta en la ecuación, los fósiles de conchas probablemente representan alrededor del 2 % de los animales que estaban vivos en aquel momento.
Los artrópodos son el grupo de organismos más abundante y diverso en Burgess Shale, seguidos de cerca por las esponjas. Muchos fósiles de Burgess Shale son inusuales y difíciles de clasificar, por ejemplo:
- Marrella es el fósil más común, pero el nuevo análisis de Whittington mostró que no pertenecía a ninguno de los grupos de artrópodos marinos conocidos (trilobites, crustáceos o quelicerados).[12]
- Yohoia era un animal diminuto (7 mm hasta 23 mm de largo) con: un escudo en la cabeza; un cuerpo delgado y segmentado cubierto en la parte superior por placas de armadura; una cola en forma de paleta; 3 pares de patas debajo del escudo de la cabeza; una sola aleta como apéndice con abultamientos en cada segmento del cuerpo, probablemente utilizada para la natación y/o la respiración; un par de apéndices relativamente grandes en la parte delantera del escudo de la cabeza, cada uno con un "codo" pronunciado y terminando en cuatro espinas largas que pueden haber funcionado como "dedos". Se supone que Yohoia era una criatura principalmente bentónica (que habitaba en el fondo) que nadaba justo por encima del fondo del océano y usaba sus apéndices para hurgar o capturar presas. Puede ser un miembro de los aracnomorfos, un grupo de artrópodos que incluye los quelicerados y los trilobites.[13]
- Naraoia era un animal de cuerpo blando que se clasifica como trilobites porque sus apéndices (patas, partes de la boca) son muy similares.
- Waptia, Canadaspis y Plenocaris tenían caparazones bivalvos. Es incierto si estos animales están relacionados o adquirieron caparazones bivalvos por evolución convergente.[14]
- Molaria era un artrópodo parecido a un quelicerado con una cola larga y estrecha.
- Pikaia se parecía al lancelet moderno y fue el cordado más antiguo conocido hasta el descubrimiento de los peces Myllokunmingia y Haikouichthys entre la fauna de Chengjiang.

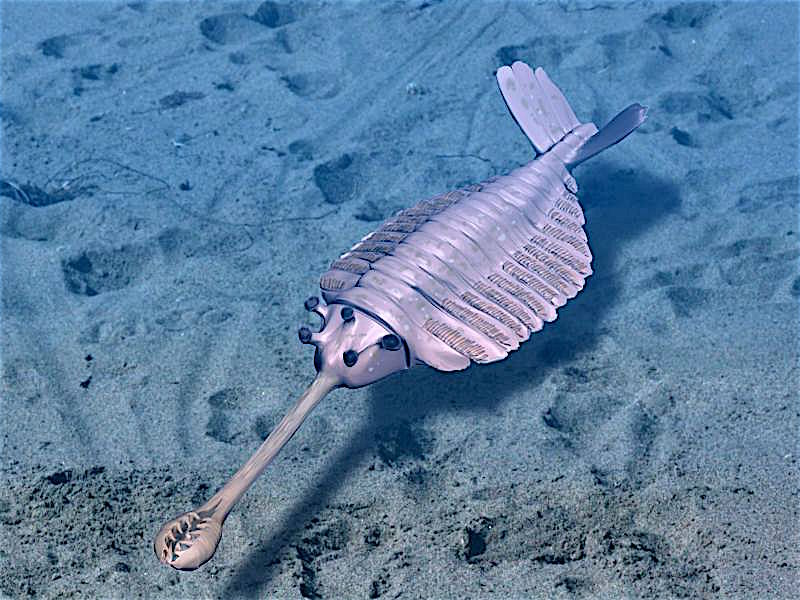
Reconstrucción de Opabinia, uno de los animales más extraños de Burgess Shale

Pero las "maravillas extrañas", criaturas que no se parecían a nada conocido en la década de 1970, atrajeron la mayor publicidad, como por ejemplo:
- La primera presentación de Whittington sobre Opabinia hizo reír a la audiencia.[15] La reconstrucción mostró un animal de cuerpo blando con: un cuerpo delgado y segmentado; un par de apéndices en forma de aletas en cada segmento con branquias por encima de las aletas, excepto que los últimos 3 segmentos no tenían branquias y las aletas formaban una cola; cinco ojos; una boca hacia atrás debajo de la cabeza; una probóscide larga, flexible, en forma de manguera, que se extendía desde debajo de la parte delantera de la cabeza y terminaba en una "garra" bordeada de espinas. Investigaciones posteriores han concluido que Opabinia es un lobópodo, estrechamente relacionado con los artrópodos y posiblemente incluso más cercano a los antepasados de los artrópodos.[16]
- Anomalocaris y Hallucigenia se encontraron por primera vez en Burgess Shale, pero se han hallado especímenes más antiguos en la fauna de Chengjiang. Ahora se los considera lobópodos, y Anomalocaris es muy similar a Opabinia en la mayoría de los aspectos (excepto en los ojos y los órganos de alimentación).
- Odontogriphus se considera actualmente un molusco o un lopotrocozoo, es decir, está bastante relacionado con los antepasados de los moluscos (véase más arriba).

### Otra fauna
La Formación de Wheeler Shale, perteneciente al Cámbrico Medio de Utah, incluye algunos otros tipos de fauna.

## Icnofauna
Los rastros de fósiles están asociados con muchos depósitos de tipo Burgess Shale. A menudo se asocian con las entrañas de organismos de cuerpo blando, y son particularmente frecuentes bajo los caparazones de artrópodos bivalvos. Los organismos excavadores parecen haber utilizado los fluidos de descomposición con alto contenido de azufre como fuente de nutrientes, cultivando bacterias en el microambiente creado debajo de los caparazones, lo que se indica por sus usos repetidos de emplazamientos individuales.

## Lecturas relacionadas
- Conway Morris, S. (1981). «The Burgess Shale fauna as a mid-Cambrian community» (djvu).  En Taylor, M. E, ed. Short Papers for the Second International Symposium on the Cambrian System, 1981. Open-File Report (U.S. Geological Survey). 81-743: 47-49. USGS Library Call Number (200) R29o no.81-743.

- Datos: Q4998607